# Chiesa di San Nicola vescovo (Argenta)
La chiesa di San Nicola vescovo è la parrocchiale di San Nicolò, frazione di Argenta. Risale al XIV secolo.

## Storia
La chiesa con dedicazione a San Nicola vescovo viene certamente documentata dal XIV secolo anche se sin dal secolo precedente sembra fosse presente sul sito un ricovero per i pellegrini di passaggio. Nel XIV secolo fu elevata a dignità parrocchiale.
Nel 1434 e nel 1436 fu oggetto di due visite pastorali del vescovo di Ferrara Giovanni Tavelli ed in tali occasioni prescrisse l'istituzione, nella parrocchia, di una confraternita.
Quando l'antico edificio manifestò eccessiva vetustà e stato di degrado si decise per il suo abbattimento e ricostruzione di una nuova chiesa, verso la fine del XVIII secolo. Autore del progetto fu il noto architetto ferrarese Antonio Foschini. Il nuovo edificio ebbe anche una nuova torre campanaria.
A cavallo dei secoli XIX e XX si pose attenzione al campanile, che venne restaurato in due diverse occasioni.
Gli ultimi interventi si sono registrati nel secondo decennio del XXI secolo. Nel 2010 si è rifatta la copertura del tetto e, dopo il terremoto dell'Emilia del 2012, è stato necessario mettere in sicurezza sia la chiesa sia la canonica.